# Derek Gee
Derek Gee (Ottawa, 3 agosto 1997) è un ciclista su strada e pistard canadese che corre per il team Israel-Premier Tech professionista su strada dal 2023,	è soprannominato The Birdwatcher e ha caratteristiche di passista-scalatore, ha vinto il premio della Combattività al Giro d'Italia 2023, ottenendo quattro secondi posti di tappa, e una tappa al Giro del Delfinato 2024. Su pista si è invece aggiudicato quattro medaglie d'oro ai Campionati panamericani.

## Palmarès

### Strada
- 2015 (Juniores)

Campionati canadesi, Prova a cronometro Junior
- 2022 (Israel Cycling Academy, una vittoria)

Campionati canadesi, Prova a cronometro
- 2023 (Israel-Premier Tech, una vittoria)

Campionati canadesi, Prova a cronometro
- 2024 (Israel-Premier Tech, una vittoria)

3ª tappa Giro del Delfinato (Celles-sur-Durolle > Les Estables)
- 2025 (Israel-Premier Tech, due vittorie)

3ª tappa Gran Camiño (Ourense > O Pereiro de Aguiar, cronometro)
Campionati canadesi, Prova in linea

#### Altri successi
- 2023 (Israel-Premier Tech)

Premio della Combattività Giro d'Italia

### Pista
- 2017

Campionati panamericani, Inseguimento a squadre (con Aidan Caves, Jay Lamoureux e Bayley Simpson)
Campionati panamericani, Inseguimento individuale
Campionati canadesi, Inseguimento individuale
Campionati canadesi, Inseguimento a squadre (con Bayley Simpson, Evan Burtnik e Adam Jamieson)
Campionati canadesi, Corsa a punti
Campionati canadesi, Americana (con Evan Burtnik)
Campionati canadesi, Omnium
- 2018

Campionati canadesi, Inseguimento individuale
Campionati canadesi, Inseguimento a squadre (con Michael Foley, Evan Burtnik e Adam Jamieson)
Campionati canadesi, Corsa a punti
Campionati canadesi, Americana (con Michael Foley)
Campionati canadesi, Omnium
Troféu Literio Augusto Marques, Omnium
- 2019

Festival of Speed, Scratch
Campionati panamericani, Inseguimento a squadre (con Vincent De Haître, Jay Lamoureux e Michael Foley)
Campionati panamericani, Omnium
Campionati canadesi, Inseguimento individuale
Campionati canadesi, Omnium
Campionati canadesi, Americana (con Michael Foley)
- 2020

Campionati canadesi, Inseguimento individuale
Campionati canadesi, Omnium

## Piazzamenti

### Grandi Giri
- Giro d'Italia

2023: 22º
2025: 4º
- Tour de France

2024: 9º

### Classiche monumento
- Milano-Sanremo

2023: 98º
- Parigi-Roubaix

2023: 135º
- Liegi-Bastogne-Liegi

2024: 86º

### Competizioni mondiali
- Campionati del mondo su strada

Ponferrada 2014 - In linea Junior: 96º
Richmond 2015 - Cronometro Junior: 27º
Richmond 2015 - In linea Junior: 45º
Wollongong 2022 - Cronometro Elite: 19º
Wollongong 2022 - In linea Elite: ritirato
Glasgow 2023 - In linea Elite: ritirato
Glasgow 2023 - Cronometro Elite: 17º
Zurigo 2024 - Cronometro Elite: 22º
Zurigo 2024 - Staffetta mista: 7º
Zurigo 2024 - In linea Elite: ritirato
- Campionati del mondo su pista

Apeldoorn 2018 - Inseguimento a squadre: 8º
Apeldoorn 2018 - Inseguimento individuale: 14º
Pruszków 2019 - Inseguimento a squadre: 4º
Pruszków 2019 - Omnium: 15º
Berlino 2020 - Inseguimento a squadre: 11º
Berlino 2020 - Omnium: 12º
Roubaix 2021 - Inseguimento a squadre: 9º
Roubaix 2021 - Omnium: 10º
Glasgow 2023 - Inseguimento a squadre: 6º
- Giochi olimpici

Tokyo 2020 - Inseguimento a squadre: 5º
Tokyo 2020 - Americana: ritirato
Parigi 2024 - Cronometro: 20º
Parigi 2024 - In linea: 44º

### Competizioni continentali
- Campionati panamericani

Couva 2017 - Inseguimento a squadre: vincitore
Couva 2017 - Inseguimento individuale: vincitore
Cochabamba 2019 - Inseguimento a squadre: vincitore
Cochabamba 2019 - Omnium: vincitore